# Kronberg (Gemeinde Altmelon)
Kronberg ist ein Ortsteil der Katastralgemeinde Kleinpertenschlag und eine Ortschaft in der Marktgemeinde Altmelon im Bezirk Zwettl im Nordwesten Niederösterreichs im Waldviertel. Die Ortschaft hat 45 Einwohner (Stand 1. Jänner 2024).

## Geografie
Kronberg liegt im Waldviertler Hochland, die hügelige Landschaft ist von großen Waldflächen durchzogen. Es sind auch zahlreiche Granitblöcke verstreut in der Landschaft zu finden.
Kronberg liegt an der Grenze Niederösterreichs zu Oberösterreich, durch diese Nähe zur oberösterreichischen Gemeinde St. Georgen am Walde haben die Haushalte in Kronberg eine oberösterreichische Postanschrift. Es besteht eine Schul- und Pfarrzugehörigkeit zum nahen St. Georgen am Walde. Marchstein in der Gemeinde Altmelon sowie Ottenschlag und Linden in der Gemeinde St. Georgen am Walde sind die direkten Nachbarorte von Kronberg.

## Geschichte
Laut Adressbuch von Österreich waren im Jahr 1938 in Kronberg ein Müller und ein Landwirt mit einem Sägewerk ansässig. Die Kronbergmühle befand sich im Südwesten am Nußbach (heutige Adresse Kronberg Nr. 11).

## Kultur und Sehenswürdigkeiten

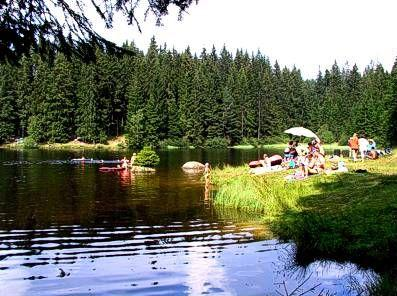
Badegäste am Klausteich

### Klausteich
Der Klausteich, ein ehemaliger Schwemmteich, wird heute als Fisch- und Badeteich genutzt. Er liegt an der Grenze zu Oberösterreich und ist über einen kurzen Fußweg erreichbar. Das Wasser ist sauber, weist aber durch den hohen Huminstoffgehalt eine deutliche Braunfärbung auf.
Im Jahre 1934 kam es zu einem Dammbruch und zur Flutung des Nußbachtals. Menschen kamen zum Glück nicht zu Schaden, allerdings wurde eine Stallungsanlage von den Wassermassen mitgerissen.

### Eisernes Bild
Die Kapelle „zum Eisernen Bild“ ist der Legende nach der wundersamen Rettung eines verirrten Wanderers zu verdanken, der aus Dankbarkeit ein Bild zu Ehren der göttlichen Dreifaltigkeit malen ließ. Am Dreifaltigkeitssonntag, dem Sonntag nach Pfingsten, findet ein Kirtag beim Eisernen Bild statt, zu welchem Leute aus der gesamten Region gerne kommen.

### Sonnwendbaum
Kronberg besaß früher auch einen Sonnwendbaum, der eine Besonderheit hatte: es wurden je ein Fläschchen Pfingst-, Oster- und Dreikönigswasser darauf gehängt. Der alte Brauch hatte den Sinn, Blitzschläge abzuhalten. Der Baum selbst aber stellt ein Lebenssymbol dar, er steht für Festigkeit und Lebenskraft. Ein Brauch, der allerdings in den letzten Jahren in Vergessenheit geraten ist und nicht mehr praktiziert wird.

### Sonnwendfeuer
Auch dieser Brauch wäre beinahe in Vergessenheit geraten. Doch 2006 gelang es nach langjähriger Pause den engagierten Veranstaltern dieses Fest durchzuführen, was sehr positiv von der Bevölkerung aufgenommen wurde und zu großer Beteiligung führte. Auch 2008 wurde wieder ein Sonnwendfeuer veranstaltet.

### Sport
- zahlreiche Wander- und Mountainbikewege
- Im September 2007 war Kronberg Mitveranstalter des Extrem-Mountainbike-Spektakels Granitbeisser
- jegliche Art von Natursport

## Verkehr
Ein gut ausgebauter Güterweg durch Kronberg verbindet die Bundesstraßen B119 (Greiner Straße) und B119a.